# Irrumatio
Irrumatio è il termine che nella lingua latina sta ad indicare la forma violenta di fellatio; utilizzato prevalentemente, all'interno della letteratura latina, con connotazioni dispregiative nell'ambito della poesia erotica.
L'irrumatio è di fatto l'atto della spinta pelvica con cui viene inserito il pene in erezione dentro la bocca, ma viene in certi casi usato anche per indicare il sesso intercrurale (interfemorale o tra le cosce) o anche quella che oggi è nota come "spagnola".

## Etimologia e storia
Il sostantivo irrumatio proviene dal verbo irrumare, col significato di costringere qualcuno ad eseguire una fellatio; il termine è presente con frequenza nei Priapea, un corpus anonimo di poesie dedicate al dio Priapo.
La terminologia erotica latina in realtà distingue due atti: in primo luogo "fellatio", in cui il pene è oralmente stimolato dall'opera attiva del "fellatore"; in secondo luogo "irrumatio" in cui il partner nel ruolo attivo (l'irrumator) s'impegna attivamente con movimenti dei fianchi in un ritmo a sua scelta che fa subire all'altro. A volte come sinonimo di irrumator si ha labda (Varr. ap Non. 70,11; Aus. Epigr. 126).
Nel vocabolario concernente la sessualità nell'antica Roma irrumatio è una forma stretta di "os impurum" (o "bocca sporca", la caratteristica di coloro che forniscono il sesso orale) in cui un uomo costringe con la forza il pene nella bocca di qualcuno, quasi sempre quella di un altro uomo. Pare che in quanto pratica distinta nell'antica Roma assumesse anche la valenza di un modo di dire più o meno scherzoso e indicato come mezzo per far tacere a forza qualcuno.
La distinzione tra fellatio e irrumatio nell'uso moderno è svanita, fino a che il secondo termine è sempre più caduto in disuso.

## Contesto storico
Nella generalità dei casi il sesso orale è sempre stato considerato nell'antichità classica un atto di contaminazione; la bocca nello specifico aveva un ruolo particolarmente definito come "organo dell'oratoria" il quale permetteva di partecipare in maniera centrale alla sfera pubblica, là ove i poteri discorsivi assumevano una grande importanza. Cosicché la penetrazione sessuale della bocca prendeva il senso e significato di un'enorme differenza di potere esistente all'interno del rapporto (tra colui che lo "mette in bocca" e colui che deve sopportare ciò).
Esistono una varietà di esempi nell'arte erotica a Pompei e Ercolano raffigurante l'irrumatio, assieme a futuo/fututio (fottere), fellatio e cunnilingus ed infine pedicatio o sesso anale. 
Tra le molte pitture murali esistenti vengono rappresentate scene di sesso esplicito che paiono spesso essere ambientate in stabilimenti balneari (alle terme) o all'interno del bordello (vedi lupanare); la sessualità orale era una pratica solitamente in compagnia di una prostituta, a causa della loro umile condizione sociale, quando non con i propri schiavi.
Alcuni storici sono giunti al punto di sostenere che l'irrumatio fosse considerata come uno degli atti più degradanti, ancor più della violenza sessuale tramite il sesso anale; popolarmente pensato per essere un atto ostile, idea tratta direttamente dal mondo greco in cui l'uomo avrebbe sempre dovuto forzare con la violenza qualcuno alla fellatio.
Inoltre è stato anche dimostrato in un articolo pubblicato dal "Journal of the History of Sexuality" che veniva interpretato come una sorta di stupro orale, un'azione punitiva nei confronti dell'omosessualità: il poeta latino del I secolo a.C. Gaio Valerio Catullo minaccia difatti due conoscenti che lo avevano insultato sia di irrumatio che di pedicatio nel famoso Carmen 16 ("Pedicabo ego vos et irrumabo" - io ve lo metto prima in culo e poi in bocca).

## Altre culture
Nelle ceramiche erotiche peruviane provenienti dalla cultura della civiltà Moche vi sono una varietà di vasi che mostrano atti orogenitali, tra cui una forma di fellatio che in realtà dovrebbe essere considerata irrumatio.